# Szabó Balázs (zenész, 1978)
Szabó Balázs (Püspökladány, 1978. szeptember 28. –) magyar énekes, dalszerző, zeneszerző, multiinstrumentalista, bábszínész és mesemondó. A 2005-2009 között aktívan működő Suhancos és a 2009-ben alakult Szabó Balázs Bandája zenekarok alapítója.

## Életpályája
Szabó Balázs a Püspökladány közelében található Tetétlenben nőtt fel. Gyermekkora óta zenél, szülei otthonában mindennapos volt a muzsika, az ének és a tánc. Zenei tanulmányait a tetétleni zeneiskolában kezdte, ahol zongorázni tanult. Gitározni kezdett, majd hegedülni. Ütőhangszereken, kobozon, kavalon és furulyán is megtanult játszani. Koncertjeire jellemző, hogy sűrűn váltogatja hangszereit: hol gitáron, hol hegedűn, hol kavalon játszik az éneklés mellett. Korán kötődni kezdett a népzenéhez is, első népzenei élményeit falusi lakodalmakban szerezte. A középiskolát a Debreceni Református Kollégiumban végezte.
Előbb leszerződtették a debreceni Vojtina Bábszínházhoz, amelynek három évig volt a tagja, majd Kecskeméten volt társulati tag a Ciróka Bábszínházban. Pécsett a Bóbita Bábszínházban is dolgozott. Első lemezét, amely Faludy György erotikus verseire épült, egy színész kollégájával készítette el, s a Testek vonzásában címet kapta.
2005-ben elhagyta Debrecent, ekkor szerződött el a kecskeméti Ciróka Bábszínházhoz, ahol hét évadban volt állandó tagja a társulatnak. De itt már nem csak színészként vett részt a színház működésében: az évek alatt több darabot is rendezett a Cirókának, illetve zeneszerzőként is közreműködött. Még 2005-ben, Kecskeméten megismerkedett Kőházy „FankaDeli” Ferenccel, akivel röviddel ezután megalapították a Suhancos nevű magyar underground zenekart. Két albumot készítettek: a 2007-es Üzenetrögzítő és a 2009-es Jól tévedni ember dolog címűt, de Szabó Balázs időközben ül.dög.élek címmel elkészített egy szólólemezt is. 2009-ben a Suhancos feloszlott, és Balázs megalapította saját zenekarát, a Szabó Balázs Bandáját. Két stúdióalbumuk jelent meg: 2010-ben a Megcsalogató és 2011-ben az Átjárók című dupla album, illetve 2012 végén a harmadik nagylemez beharangozójaként Közelebb címmel egy EP (középlemez).

## Diszkográfia
- 1999 Csönd felé
- 1999 Kétszínű magány
- 2004 Testek vonzásában (Faludy György, Szabó Balázs, Révész Béla)
- 2006 Jól (Suhancos maxi)
- 2006 WherDee bemutatja: Több sebből (Suhancos maxi, bootleg)
- 2007 Üzenetrögzítő (Suhancos)
- 2008 Első (Suhancos DVD)
- 2008 Suhancos Unplugged koncert az MR2 rádióban (bootleg)
- 2009 Jól tévedni emberi dolog (Suhancos)
- 2009 ül.dög.élek (szólóalbum)
- 2010 Megcsalogató (Szabó Balázs Bandája)
- 2011 Átjárok dupla album (Szabó Balázs Bandája)
- 2012 Közelebb EP (Szabó Balázs Bandája)
- 2014 Élet elvitelre (Szabó Balázs Bandája)
- 2015 Újracsalogató (Szabó Balázs Bandája)
- 2018 Rajtad felejtett szavaim (Szabó Balázs Bandája)

## Színházi munkák
- Testek vonzásában – rendező, előadó
- Mosó Masa Mosodája – színész (Bóbita Bábszínház)
- A sárkánykirály palotája (Bóbita Bábszínház)
- Metadolce – zenei munkatárs (Csokonai Színház)
- Malom-mese – rendező, színész (Ciróka Bábszínház)
- Malac-mese – rendező, előadó (Ciróka Bábszínház)
- Lúdas Matyi – színész (Bóbita Bábszínház)
- Kököjszi és Bobojsza – színész (Ciróka Bábszínház)
- Hófehérke története – színész (Ciróka Bábszínház)
- Hinta-palinta – színész, zeneszerző, zenész (Ciróka Bábszínház)
- Geppetto és bábuja – színész (Ciróka Bábszínház)
- Gabi és a repülő nagypapa – színész (Ciróka Bábszínház)
- Csigaház – zeneszerző (Ciróka Bábszínház)
- Bolond mese – zeneszerző (Ciróka Bábszínház)
- Az orr, a kanál és a rizsgombócfaló – színész (Ciróka Bábszínház)
- Az éneklő királyfi – zeneszerző, színész (Ciróka Bábszínház)
- Aranyhajú Melizante – színész (Ciróka Bábszínház)
- Almafácska – zeneszerző (Ciróka Bábszínház)
- Agyagból gyúrt mese – zeneszerző (Ciróka Bábszínház)
- A rút kiskacsa – színész (Ciróka Bábszínház)
- A leselkedő boszorkány – színész (Ciróka Bábszínház)
- A király, a macska és a hegedű – színész (Ciróka Bábszínház)
- A kékruhás kislány története – színész (Ciróka Bábszínház)
- A csomótündér – zeneszerző (Ciróka Bábszínház)
- Apám ablakából az ég – rendező, zeneszerző (Nemzeti Színház)

## Filmjei
- Szia, Életem! (2022) – utcazenész

## Díjak, kitüntetések
- 19. Nemzetközi Gyermekszínházi Fesztivál díja a legjobb színészi alakításért (2012)
- Aegon Művészeti Társdíj (2012)[1]
- Tetétlen községért díj a kiemelkedő művészeti tevékenységért (2013)
- Petőfi Zenei Díj – Az év férfi előadója (2016)